# H型引擎

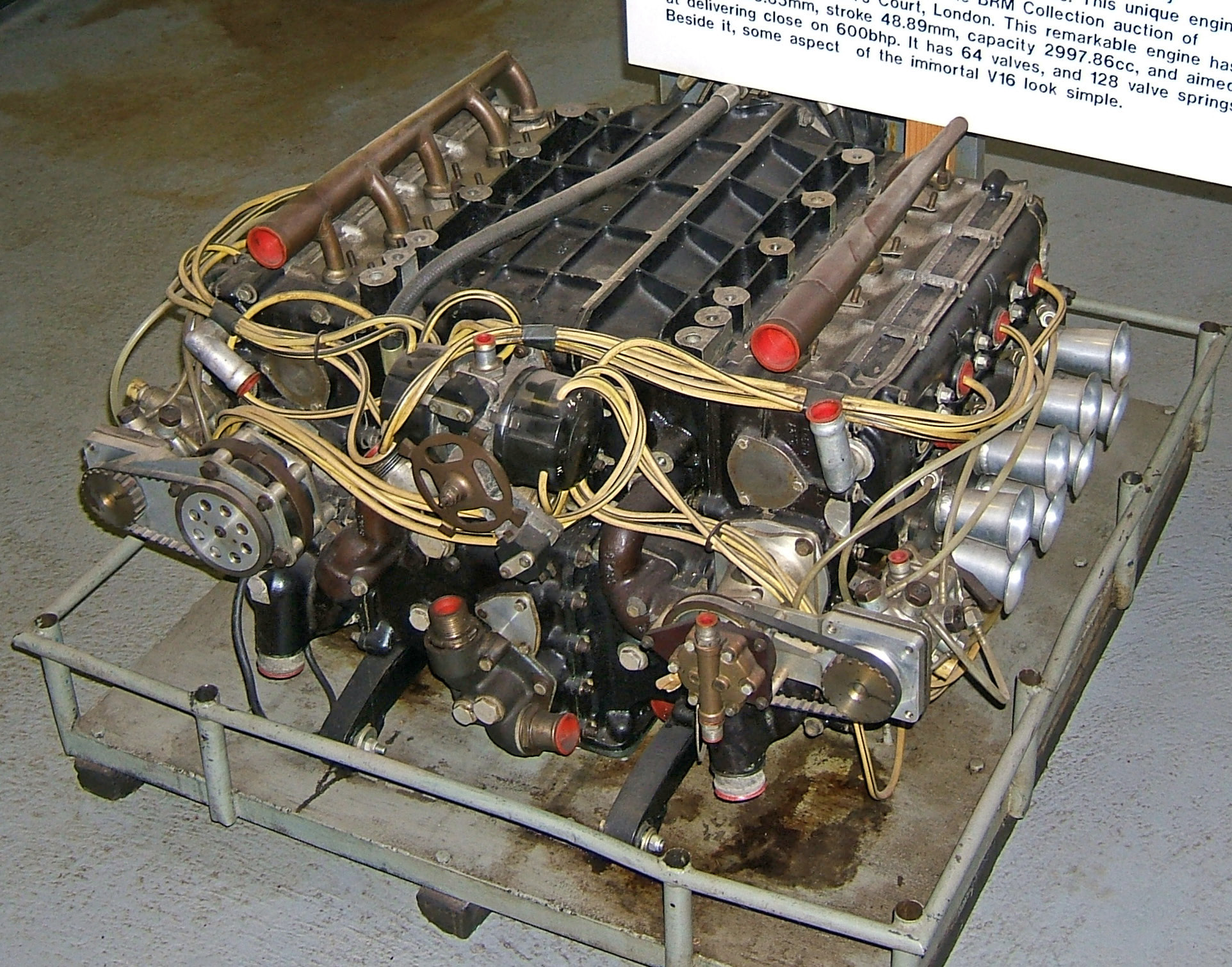

H型引擎（英語：H engine）是将两列单排的发动机汽缸及活塞对称等分布在转动轴的两侧而得，也可以将其看做是夹角为180°的V型发动机。其优点包括重心低，活塞运动相互抵消震动较小。技術剛開始由于重力的影响，活塞底部的磨损会比较严重，另外就是製造成本較高，現今的技術已突破上述的多數缺點，但是如今還是只有少數的交通工具会采用这种发动机形式。